# Lambula pristina
Lambula pristina là một loài bướm đêm thuộc phân họ Arctiinae, họ Erebidae.